# Северный фронт ПВО
Северный фронт ПВО — оперативно-стратегическое объединение войск ПВО в вооружённых силах СССР во время Великой Отечественной войны. Образован 29 марта 1944 года на базе Восточного и Западного фронтов ПВО.

## Состав фронта
В состав фронта входили:
- 7 дивизий
- 3 корпуса
- отдельная бригада ПВО
- Особая Московская армия ПВО
- 12-я отдельная истребительная авиационная дивизия

По состоянию на 1 мая 1944 года боевой состав фронта включал:
- 1150 истребителей
- 5600 артиллерийских зенитных орудий
- 1700 зенитных прожекторов
- 1650 аэростатов заграждения

## Командный состав
- Командующий — генерал-полковник М. С. Громадин
- Член Военного совета — генерал-майор (с ноября 1944 года генерал-лейтенант) И.А. Орлов
- Начальник штаба — генерал-майор В.С. Гаврилов

## Боевая задача фронта
Фронт действовал в полосе шириной свыше 3000 километров, от Баренцева моря до линии городов Куйбышев, Курск, Луцк, прикрывая от ударов авиации противника Москву, Центральный промышленный район, Мурманск, коммуникации войск фронтов и важные объекты прифронтовой зоны на западном и северо-западном стратегических направлениях.

## Боевые действия
Войска Северного фронта ПВО в значительной мере способствовали успешному проведению операций объединениями Красной Армии в летне-осенней кампании 1944 года, в ходе которой они сорвали попытку авиации противника нарушить прифронтовые коммуникации советских войск. Только в ходе подготовки и проведения Белорусской операции 1944 года уничтожили 320 самолетов противника. Когда после начала этой операции немецкое командование попыталось мощными налётами авиации по Смоленску и ряду других железнодорожных узлов сорвать снабжение наступавших советских войск и тем самым снизить темпы наступления, оно предприняло 117 авианалётов. Но благодаря усилиям Северного фронта ПВО лишь в 7 случаях ей удалось прорваться к целям и нанести по ним удары.
Решением ГКО от 24 декабря 1944 года Северный фронт ПВО преобразован в Западный фронт ПВО 2-го формирования, часть его войск была передана в состав Центрального фронта ПВО.